# Madden NFL
 (octobre 2019).
Si vous disposez d'ouvrages ou d'articles de référence ou si vous connaissez des sites web de qualité traitant du thème abordé ici, merci de compléter l'article en donnant les références utiles à sa vérifiabilité et en les liant à la section « Notes et références ».
Madden NFL est une série de jeux vidéo de football américain dont le premier volet, John Madden Football, a paru en 1988 sur Apple II. Depuis cette date, une version actualisée chaque saison est publiée par EA Sports, branche sportive d'Electronic Arts. Madden NFL 23 est la dernière version en date.
Le jeu est baptisé « Madden » en référence à l'entraîneur John Madden, consultant sur le jeu. La mention « NFL » signifie que le jeu possède la licence de la National Football League.